# 鈴木邦男の家内安全
『鈴木邦男の家内安全』（すずきくにおのかないあんぜん）は、1985年10月からKBS京都で毎週月曜日 - 木曜日 9時30分 - 12時00分に放送されていたワイド番組。ラジオ・テレビ同時生放送（サイマル放送）を実施していた。

## 出演者
鈴木邦男
パーソナリティを務めていたKBS社員（当時）。この番組で初のパーソナリティを務めたが、『桂小米朝の土曜は音楽気分』などの番組ディレクター、KBS滋賀支局長、1995年 - 1996年にはラジオ編成リーダー（部長待遇）などを歴任するため、これが最初で最後の出演番組となった。
高橋真知子
アシスタントを務めていたKBSアナウンサー（当時）。京都市出身。
関島秀樹
ラジオカーレポーターを担当していたシンガーソングライターで、TBS俳優養成所の1期生。金曜日と土曜日の午後にKBS京都ラジオで放送されていた『パンプキンスクエアー』からのスライドで出演していた。街角（主に公園）にラジオカーを停め、ギター1本でのストリートライブや店のリポートを行っていたが、その模様が放送されていたのはラジオのみで、テレビではその時間帯に環境ビデオが放送されていた。番組の放送中、「関島秀樹さんのレコードを取り寄せてもらおうと調べたが、分からなかった」というリスナーからの電話に対して「すでに廃盤になっています。お詫びにカセットテープにダビングして贈ります」と答えたら、多数のリスナーから「私も関島さんの歌のテープが欲しい」とのメッセージが届き、希望者全員にダビングしたテープを贈ったという逸話がある。

## プレゼントグッズ
「家内安全」とプリントされた白の半透明のゴミ袋
番組に投稿したリスナーがこれを貰い、自宅のゴミを入れて集積所に置いたら、ゴミ収集前に袋が盗まれて中のゴミがぶちまけられていたという後日談が番組で読まれたことがある。それに対して鈴木は、「ゴミの入ったゴミ袋だけを盗むの、番組のロゴ入りゴミ袋が欲しかったら盗んだりせず、当番組にどんどん投稿してください」と発言した。